# Triathlon aux Jeux olympiques
Le triathlon, combinaison de trois épreuves d'endurance enchaînées (natation, cyclisme et course à pied), figure au programme olympique depuis les Jeux olympiques d'été de 2000 à Sydney. Il fut accepté comme sport olympique en 1994. Aux deux épreuves individuelles d'origine, une épreuve en relais mixte est inscrite au programme olympique en 2020.

## Historique
Le premier projet de triathlon en tant que sport olympique est proposé par Juan Antonio Samaranch en 1989 mais en étant intégré à l'Union Internationale de Pentathlon Moderne et de Biathlon. Le refus de la naissante Fédération internationale de triathlon d'y adhérer et faisant le choix de l'indépendance, ferme la porte à un triathlon olympique pour 1992 et 1996. Le président du CIO reste cependant le défenseur d'un triathlon sport olympique, mais des obstacles techniques empêchent son accession. Le nombre de participants une quarantaine au maximum et donc le nombre de dossards qualificatifs par pays, également et comme le reconnait le président de l'ITU Les McDonald, les règles interdisant le drafting (aspiration-abri) régulièrement bafouées, difficiles à contrôler et pénaliser avec équité. Mais, qui font partie de l'histoire même du triathlon, ce dernier étant à l'origine un sport individuel. Enfin le triathlon n'attire pas suffisamment les médias.
Le 3 septembre 1994, après un long travail de persuasion visant à conforter l'idée d'un triathlon olympique, avenir médiatique, économique et sportif de cette pratique récente, le triathlon obtient le statut de sport du programme olympique. En ouverture du congrès du Comité international olympique (CIO), la Fédération française de triathlon organise le 29 août, le « Triathlon de Paris » aux couleurs olympiques, comme une démonstration de ce sport devant les congressistes qui viennent tenir séance dans la capitale française.
La première épreuve de triathlon olympique a lieu en 2000 à Sydney en Australie. C'est une version « courte distance » inspirée de diverses disciplines déjà présentes au programme olympique qui est choisie comme support de la course. 1 500 mètres de natation, 40 kilomètres à vélo puis 10 kilomètres de course à pied deviennent la distance olympique et cet enchaînement 1500/40/10 est depuis appelé « DO » (Distance Olympique),. Sur cette compétition et sur toutes les compétitions fédérales élites seulement, le drafting ou « aspiration-abri » est désormais autorisé.
En 2017, le Comité international olympique inclut une troisième épreuve de triathlon au programme olympique, le relais mixte (4X4). À compter de 2020 aux Jeux olympiques de Tokyo et après une première tentative de la Fédération internationale de triathlon (World Triathlon) de faire inclure cette épreuve pour les jeux de Rio qui s'était soldé par un échec. L'épreuve est finalement admise pour l'olympiade 2020. Avec les épreuves de triathlon courtes distance hommes et femmes, c'est en 2020, trois épreuves de triathlon qui offrent des titres olympiques aux triathlètes,.

## Épreuves

### Individuelles
Les épreuves individuelles hommes et femmes de triathlon aux Jeux olympiques se déroulent sur distance M (anciennement : courte distance, CD ou distance olympique). Les concurrents doivent parcourir sans temps de pause (les transitions sont donc essentielles en termes de stratégie de course) des distances sur trois épreuves consécutives :
- Natation : course de 1,5 km de nage après un départ groupé (mass start) ;
- Cyclisme : les triathlètes enchaînent une course de 40 km de vélo (aspiration-abri autorisé) ;
- Course à pied : course sur la distance de 10 km.

Les épreuves féminines et masculines sont différenciées et se déroulent selon les mêmes règles et sur le même parcours.

### Mixte
En relais mixte, des équipes de quatre triathlètes, deux hommes et deux femmes, s'affrontent à tour de rôle sur une épreuve de 300 mètres de natation, de 8 kilomètres de vélo et 2 kilomètres de course à pied avant de passer le relais à un équipier. Ce format extrêmement rapide, dynamique et nettement plus imprévisible à l'avantage d'offrir une vision plus spectaculaire du triathlon. Elle entre aussi en rejoignant d'autres sports qui pratiquent ces formes d'épreuve mixte dans le cadre de la promotion des politiques d'égalité entre triathlètes hommes et femmes soutenu par la World Triathlon et sa présidente Marisol Casado.

## Palmarès

### Hommes
| Année | Lieu                   | Champion olympique   | Temps           | Médaille d'argent | Temps           | Médaille de bronze | Temps           |
| ----- | ---------------------- | -------------------- | --------------- | ----------------- | --------------- | ------------------ | --------------- |
| 2000  | Sydney, Australie      | Simon Whitfield      | 1 h 48 min 24 s | Stephan Vuckovic  | 1 h 48 min 37 s | Jan Řehula         | 1 h 48 min 46 s |
| 2004  | Athènes, Grèce         | Hamish Carter        | 1 h 51 min 7 s  | Bevan Docherty    | 1 h 51 min 15 s | Sven Riederer      | 1 h 51 min 33 s |
| 2008  | Pékin, Chine           | Jan Frodeno          | 1 h 48 min 53 s | Simon Whitfield   | 1 h 48 min 58 s | Bevan Docherty     | 1 h 49 min 5 s  |
| 2012  | Londres, Royaume-Uni   | Alistair Brownlee    | 1 h 46 min 25 s | Javier Gómez      | 1 h 46 min 36 s | Jonathan Brownlee  | 1 h 46 min 56 s |
| 2016  | Rio de Janeiro, Brésil | Alistair Brownlee    | 1 h 45 min 1 s  | Jonathan Brownlee | 1 h 45 min 7 s  | Henri Schoeman     | 1 h 45 min 43 s |
| 2020  | Tokyo, Japon           | Kristian Blummenfelt | 1 h 45 min 4 s  | Alex Yee          | 1 h 45 min 15 s | Hayden Wilde       | 1 h 45 min 24 s |
| 2024  | Paris, France          | Alex Yee             | 1 h 43 min 33 s | Hayden Wilde      | 1 h 43 min 39 s | Léo Bergère        | 1 h 43 min 43 s |

### Femmes
| Année | Lieu                   | Championne olympique | Temps           | Médaille d'argent    | Temps           | Médaille de bronze | Temps           |
| ----- | ---------------------- | -------------------- | --------------- | -------------------- | --------------- | ------------------ | --------------- |
| 2000  | Sydney, Australie      | Brigitte McMahon     | 2 h 0 min 40 s  | Michellie Jones      | 2 h 0 min 42 s  | Magali Messmer     | 2 h 1 min 8 s   |
| 2004  | Athènes, Grèce         | Kate Allen           | 2 h 4 min 43 s  | Loretta Harrop       | 2 h 4 min 50 s  | Susan Williams     | 2 h 5 min 8 s   |
| 2008  | Pékin, Chine           | Emma Snowsill        | 1 h 58 min 27 s | Vanessa Fernandes    | 1 h 59 min 34 s | Emma Moffatt       | 1 h 59 min 55 s |
| 2012  | Londres, Royaume-Uni   | Nicola Spirig        | 1 h 59 min 48 s | Lisa Nordén          | 1 h 59 min 48 s | Erin Densham       | 1 h 59 min 50 s |
| 2016  | Rio de Janeiro, Brésil | Gwen Jorgensen       | 1 h 56 min 16 s | Nicola Spirig        | 1 h 56 min 56 s | Vicky Holland      | 1 h 57 min 1 s  |
| 2020  | Tokyo, Japon           | Flora Duffy          | 1 h 55 min 36 s | Georgia Taylor-Brown | 1 h 56 min 50 s | Katie Zaferes      | 1 h 57 min 3 s  |
| 2024  | Paris, France          | Cassandre Beaugrand  | 1 h 54 min 55 s | Julie Derron         | 1 h 55 min 1 s  | Beth Potter        | 1 h 55 min 10 s |

### Relais mixte
| Année | Lieu          | Médaille d'or, Jeux olympiques                                                                                   | Temps | Médaille d'argent, Jeux olympiques                                                                      | Temps                                                                                                   | Médaille de bronze, Jeux olympiques                                                                           | Temps |
| ----- | ------------- | --- | --- | --- | --- | --- | --- |
| 2020  | Tokyo, Japon  | Royaume-Uni | 1 h 23 min 41 s                                                                                                  | États-Unis                                                                                              | 1 h 23 min 55 s                                                                                         | France | 1 h 24 min 4 s                                                                                                |
| 2020  | Tokyo, Japon  | Jessica Learmonth 21 min 16 s Jonathan Brownlee 20 min 3 s Georgia Taylor-Brown 21 min 54 s Alex Yee 20 min 28 s | Jessica Learmonth 21 min 16 s Jonathan Brownlee 20 min 3 s Georgia Taylor-Brown 21 min 54 s Alex Yee 20 min 28 s | Katie Zaferes 21 min 14 s Kevin McDowell 20 min 14 s Taylor Knibb 22 min 6 s Morgan Pearson 20 min 21 s | Katie Zaferes 21 min 14 s Kevin McDowell 20 min 14 s Taylor Knibb 22 min 6 s Morgan Pearson 20 min 21 s | Léonie Périault 21 min 40 s Dorian Coninx 20 min 9 s Cassandre Beaugrand 21 min 57 s Vincent Luis 20 min 18 s | Léonie Périault 21 min 40 s Dorian Coninx 20 min 9 s Cassandre Beaugrand 21 min 57 s Vincent Luis 20 min 18 s |
| 2024  | Paris, France | Allemagne | 1 h 25 min 39 s                                                                                                  | États-Unis                                                                                              | 1 h 25 min 40 s                                                                                         | Royaume-Uni                                                                                                   | 1 h 25 min 40 s                                                                                               |
| 2024  | Paris, France | Tim Hellwig 20 min 6 s Lisa Tertsch 22 min 41 s Lasse Lührs 20 min 24 s Laura Lindemann 22 min 28 s              | Tim Hellwig 20 min 6 s Lisa Tertsch 22 min 41 s Lasse Lührs 20 min 24 s Laura Lindemann 22 min 28 s              | Seth Rider 20 min 19 s Taylor Spivey 22 min 41 s Morgan Pearson 20 min 27 s Taylor Knibb 22 min 13 s    | Seth Rider 20 min 19 s Taylor Spivey 22 min 41 s Morgan Pearson 20 min 27 s Taylor Knibb 22 min 13 s    | Alex Yee 20 min 3 s Georgia Taylor-Brown 22 min 45 s Samuel Dickinson 20 min 18 s Beth Potter 22 min 34 s     | Alex Yee 20 min 3 s Georgia Taylor-Brown 22 min 45 s Samuel Dickinson 20 min 18 s Beth Potter 22 min 34 s     |

## Médaillés multiples
Dans les épreuves individuelles, le Britannique  Alistair Brownlee est le plus médaillé du triathlon aux Jeux Olympiques, il a remporté l'or en 2012 et en 2016. En sept éditions, seule la Suissesse Nicola Spirig a remporté deux médailles olympiques dans les épreuves féminines.
| Triathlète                     | Discipline | Années                | Médailles                                                                |
| ------------------------------ | ---------- | --------------------- | ------------------------------------------------------------------------ |
| Alistair Brownlee              | Hommes     | 2012, 2016            | Médaille d'or, Jeux olympiques · Médaille d'or, Jeux olympiques          |
| Simon Whitfield                | Hommes     | 2000, 2008            | Médaille d'or, Jeux olympiques · Médaille d'argent, Jeux olympiques      |
| Alex Yee                       | Hommes     | 2020, 2024            | Médaille d'argent, Jeux olympiques · Médaille d'or, Jeux olympiques      |
| Bevan Docherty                 | Hommes     | 2004, 2008            | Médaille d'argent, Jeux olympiques · Médaille de bronze, Jeux olympiques |
| Jonathan Brownlee Hayden Wilde | Hommes     | 2012, 2016 2020, 2024 | Médaille de bronze, Jeux olympiques · Médaille d'argent, Jeux olympiques |
| Nicola Spirig                  | Femmes     | 2012, 2016            | Médaille d'or, Jeux olympiques · Médaille d'argent, Jeux olympiques      |

## Tableau des médailles
| Rang             | Nation             | Or | Argent | Bronze | Total |
| ---------------- | ------------------ | -- | ------ | ------ | ----- |
| 1                | Grande-Bretagne    | 4  | 3      | 4      | 11    |
| 2                | Suisse             | 2  | 2      | 2      | 6     |
| 3                | Allemagne          | 2  | 1      |        | 3     |
| 4                | Australie          | 1  | 2      | 2      | 5     |
| 4                | États-Unis         | 1  | 2      | 2      | 5     |
| 4                | Nouvelle-Zélande   | 1  | 2      | 2      | 5     |
| 7                | Canada             | 1  | 1      |        | 2     |
| 8                | France             | 1  |        | 2      | 3     |
| 9                | Autriche           | 1  |        |        | 1     |
| 9                | Bermudes           | 1  |        |        | 1     |
| 9                | Norvège            | 1  |        |        | 1     |
| 12               | Espagne            |    | 1      |        | 1     |
| 12               | Portugal           |    | 1      |        | 1     |
| 12               | Suède              |    | 1      |        | 1     |
| 15               | Afrique du Sud     |    |        | 1      | 1     |
| 15               | République tchèque |    |        | 1      | 1     |
| Total 16 nations | Total 16 nations   | 16 | 16     | 16     | 48    |

## Tableaux des diplômés olympiques
Les tableaux présentent les bilans, par nations et par continent, des diplômés olympiques obtenus au triathlon lors des Jeux olympiques d'été. Depuis la première édition en l'an 2000, 26 pays appartenant aux cinq continents ont déjà vu l'un de leurs ressortissants prendre une des places de finalistes (« Top 8 ») d'un triathlon olympique.
| Rang                                 | Nation                               | Total | Diplômés olympiques |
| ------------------------------------ | ------------------------------------ | ----- | --- |
| 1                                    | Royaume-Uni                          | 16    | J. Brownlee (3) A. Brownlee (2) G. Taylor-Brown (2) A. Yee (2) M. Dillon (1) V. Holland (1) H. Jenkins (1) B. Potter (1) N. Stanford (1) Équipe du relais mixte (2)                                        |
| 2                                    | France                               | 14    | C. Beaugrand (1) F. Belaubre (1) L. Bergère (1) D. Hauss (1) C. Hocq (1) P. Le Corre (1) E. Lombardi (1) V. Luis (1) O. Marceau (1) I. Mouthon (1) L. Vidal (1) L. Périault (1) Équipe du relais mixte (2) |
| 2                                    | Suisse                               | 14    | N. Spirig (4) S. Riederer (2) J. Derron (1) R. Hug (1) O. Marceau (1) B. McMahon (1) M. Messmer (1) D. Ryf (1) Équipe du relais mixte (2)                                                                  |
| 4                                    | Australie                            | 11    | L. Harrop (2) E. Moffatt (2) G. Bennett (1) M. Stewart (1) E. Densham (1) M. Hauser (1) E. Jackson (1) M. Jones (1) E. Snowsill (1)                                                                        |
| 4                                    | États-Unis                           | 11    | L. Bennett (1) G. Jorgensen (1) H. Kemper (1) K. McDowell (1) S. Taormina (1) S. True (1) S. Williams (1) J. Zeiger (1) K. Zaferes (1) Équipe du relais mixte (2)                                          |
| 6                                    | Allemagne                            | 9     | Jan Frodeno (2) Laura Lindemann (2) Andreas Raelert (1) Daniel Unger (1) Stephan Vuckovic (1) Équipe du relais mixte (2)                                                                                   |
| 7                                    | Espagne                              | 8     | Francisco Gómez (2) Ivan Rana (2) Alberto González García (1) Mario Mola (1) Ainhoa Murúa (1) Ana Burgos (1)                                                                                               |
| 7                                    | Nouvelle-Zélande                     | 8     | Andrea Hewitt (3) Bevan Docherty (2) Hayden Wilde (2) Hamish Carter (1) |
| 9                                    | Portugal                             | 6     | Vanessa Fernandes (2) Ricardo Batista (1) João Pereira (1) Vasco Vilaça (1) Équipe du relais mixte (1) |
| 10                                   | Belgique                             | 4     | Marten Van Riel (2) Kathleen Smet (1) Équipe du relais mixte (1) |
| 10                                   | Italie                               | 4     | Nadia Cortassa (1) Alice Betto (1) Équipe du relais mixte (2) |
| 12                                   | Bermudes                             | 3     | Flora Duffy (3) |
| 12                                   | Pays-Bas                             | 3     | Maya Kingma (1) Rachel Klamer (1) Équipe du relais mixte (1) |
| 14                                   | Afrique du Sud                       | 2     | Richard Murray (1) Henri Schoeman (1) |
| 14                                   | Canada                               | 2     | Simon Whitfield (2) |
| 14                                   | Danemark                             | 2     | Rasmus Henning (2) |
| 14                                   | Norvège                              | 2     | Kristian Blummenfelt (1) Gustav Iden (1) |
| 18                                   | Autriche                             | 1     | Kate Allen (1) |
| 18                                   | Brésil                               | 1     | Équipe du relais mixte (1) |
| 18                                   | Chili                                | 1     | Barbara Riveros Diaz (1) |
| 18                                   | Hongrie                              | 1     | Bence Bicsák (1) |
| 18                                   | Japon                                | 1     | Juri Ide (1) |
| 18                                   | Kazakhstan                           | 1     | Dmitriy Gaag (1) |
| 18                                   | Tchéquie                             | 1     | Jan Řehula (1) |
| 18                                   | Russie                               | 1     | Alexander Bryukhankov (1) |
| 18                                   | Suède                                | 1     | Lisa Nordén (1) |
| Nombre de diplômes (16 épreuves x 8) | Nombre de diplômes (16 épreuves x 8) | 128   | |

| Rang               | Continent          | Diplôme olympique |
| ------------------ | ------------------ | ----------------- |
| 1                  | Europe             | 87                |
| 2                  | Océanie            | 19                |
| 3                  | Amérique           | 18                |
| 4                  | Afrique            | 2                 |
| 4                  | Asie               | 2                 |
| Nombre de diplômes | Nombre de diplômes | 128               |

## Triathlètes portes-drapeaux
Cérémonies d'ouverture (5) ;
- Sydney 2000 : Karina Fernández pour le Costa-Rica (7 compétiteurs)[5]
- Londres 2012 : Simon Whitfield pour le Canada (277 compétiteurs)[6]
- Paris 2024 : Jean Gael Laurent L'Entete pour Maurice (7 compétiteurs hommes) et Eloi Adjavon pour le Togo (2 compétiteurs hommes)[7]
- Paris 2024 : Edda Hannesdóttir pour l'Islande (3 compétitrices femmes)[8]

Cérémonies de clôture (10) ;
- Athènes 2004 : Kate Allen  pour l'Autriche (74 compétiteurs) et Elizabeth May  pour le Luxembourg (10 compétiteurs)[9]
- Pékin 2008 : Vanessa Fernandes  pour le Portugal (78 compétiteurs)[10]
- Londres 2012 : Nicola Spirig  pour la Suisse (102 compétiteurs) et Flora Duffy  pour les Bermudes (8 compétiteurs)[11]
- Rio 2016 : Bárbara Riveros Díaz pour le Chili (42 compétiteurs)[12]
- Paris 2024 : Alex Yee pour la Grande-Bretagne (153 compétiteurs hommmes)[13] et Matthew Wright pour la Barbade (4 compétiteurs)[14]
- Paris 2024 : Laura Lindemann pour l'Allemagne (212 compétitrices femmes) et Julie Derron pour la Suisse (62 compétitrices femmes)[15]